# 格雷兹 (洛泽尔省)
格雷兹（法語：Grèzes，法語發音：[ɡʁɛz]）是法国洛泽尔省的一个市镇，属于芒德区。

## 地理
格雷兹（44°30'47"N, 3°20'19"E）面积16.21 平方千米，位于法国奧克西塔尼大區洛泽尔省，该省份为法国南部内陆省份，北起上盧瓦爾省和康塔爾省，西接阿韦龙省，南至加尔省，东临阿尔代什省。
与格雷兹接壤的市镇（或旧市镇、城区）包括：蒙罗达、加布里亚斯、埃斯克拉内德、沙纳克、帕耶尔。

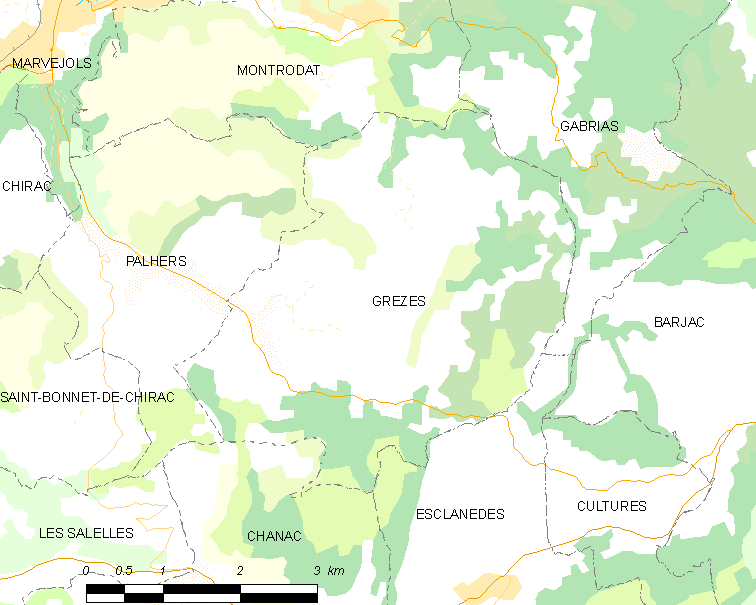
的OSM定位图

格雷兹的时区为UTC+01:00、UTC+02:00（夏令时）。

## 行政
格雷兹的邮政编码为48100，INSEE市镇编码为48072。

## 政治
格雷兹所属的省级选区为科拉涅河畔堡县。

## 人口

1962-2008年间人口变化图示

格雷兹于2022年1月1日时的人口数量为209人。